# 雁股峠
雁股峠（かりまたとうげ）は、福岡県築上郡上毛町と大分県中津市耶馬溪町に跨る峠。
上毛町南部に位置する峠で、大分県との県境を成す。周辺は大平山、雁股山などの山々が連なる筑紫山地の一部である。大分県道・福岡県道109号福土吉富線が通り、頂上付近には大入トンネルが所在する。なお大入トンネルより中津方面は未開通である。